# Benkala znakovni jezik
Benkala znakovni jezik (ISO 639-3: bqy; stariji naziv je balijski znakovni jezik), znakovni jezik gluhih osoba koji se koristi na otoku Baliju u selu Bengkala, Indonezija. U najnovije vrijeme potiskuje ga indonezijski znakovni jezik [inl].
Balijskim znakovnim jezikom zna se služiti 2 200 ljudi od čega je 50 gluhih osoba (1995 T. Friedman); 41 (2007 SIL). Prijeti mu izumiranje.

## Vanjske poveznice
- Ethnologue (14th)